# وولف فيشر
وولف فيشر (بالإنجليزية: Woolf Fisher)‏ هو شخصية أعمال نيوزيلندي، ولد في 20 مايو 1912 في ويلينغتون في نيوزيلندا، وتوفي في 12 يناير 1975 في روتوروا في نيوزيلندا.